# Cricotopus reissi
Cricotopus reissi är en tvåvingeart som beskrevs av Makarchenko 2000. Cricotopus reissi ingår i släktet Cricotopus och familjen fjädermyggor. Inga underarter finns listade i Catalogue of Life.